# Iragna
Iragna  är en ort i kommunen Riviera i kantonen Ticino, Schweiz. 
Iragna var tidigare en självständig kommun, men 2 april 2017 blev Iragna en del av nybildade kommunen Riviera.